# Ченстохова
Ченстохо̀ва (на полски: Częstochowa) е град в Южна Полша, Силезко войводство. Административен център е на Ченстоховски окръг, без да е част на него. Самият град е обособен в самостоятелен градски окръг (повят) с площ 159,71 км2.

## География
Градът се намира в историческата област Малополша. Разположен е край левия бряг на река Варта, в северната част на войводството.

## История
В периода (1975 – 1998) е административен център на Ченстоховското войводство.

## Население
Според данни от полската Централна статистическа служба, към 1 януари 2014 г. населението на града възлиза на 232 318 души. Гъстотата е 1 455 души/км2.
Демография:
- 1800 – 4600 души
- 1880 – 18 147 души
- 1908 – 70 627 души
- 1939 – 138 000 души
- 1946 – 101 255 души
- 1950 – 112 198 души
- 1965 – 175 353 души
- 1975 – 200 324 души
- 1985 – 249 102 души
- 1993 – 259 864 души
- 2000 – 255 549 души
- 2009 – 240 612 души

## Религия
Градът е известен с паулинския Ясногурски манастир, където се намира иконата „Черната Богородица“. Всяка година идват хиляди вярващи, за да я видят.

## Личности
- Елена Каваева (1893 – 1983), доктор на медицинските науки

## Побратимени градове
|  | Държава    | Град                |
|  | Португалия | Фатима              |
|  | Италия     | Лорето (Марке)      |
|  | Германия   | Пфорцхайм           |
|  | Израел     | Назарет             |
|  | Мексико    | Сапопан             |
|  | Латвия     | Резекне             |
|  | САЩ        | Саут Бенд (Индиана) |
|  | Литва      | Шауляй              |
|  | Палестина  | Витлеем             |
|  | ---------- | ------------------- |

## Фотогалерия
- Драматичен театър „Адам Мицкевич“
- Кметството
- Църква „Св. Яков“